# Airbus UK
Airbus UK (acronyme en anglais de Airbus United Kingdom) est une filiale d'Airbus qui est spécialisée dans la production de voilures pour les avions Airbus. 
Lorsque Airbus a été constituée en société anonyme en 2001, BAE Systems a transféré ses installations britanniques d'Airbus en échange d'une part de 20% de la nouvelle société. Ces installations sont devenues Airbus UK. La société possède deux sites principaux responsables de la conception et de la fabrication des ailes de haute technologie pour tous les modèles d'Airbus ainsi que de la conception et de la fourniture globales du système de carburant. Pour la plupart des modèles d'Airbus, l'entreprise est responsable de la conception globale et de la fourniture du train d'atterrissage. L'entreprise emploie environ 13 000 personnes sur deux sites: Filton , où l'activité d'ingénierie et de conception se déroule avec une partie de la fabrication, et Broughton, où se déroulent la fabrication des autres principaux composants des ailes et tous les assemblages des ailes.

## Histoire
Hawker Siddeley (qui a fusionné avec British Aircraft Corporation en 1977 pour former British Aerospace) faisait partie du premier projet du consortium européen Airbus, l'Airbus A300. Le gouvernement britannique a retiré son soutien en 1969, mais Hawker Siddeley a été autorisé à continuer en tant que fournisseur des ailes de l'avion en raison des étapes avancées de la conception et de la réticence des autres nations à reprendre la conception des ailes. En 1979, BAe rejoint le consortium Airbus. En 2001, Airbus Industries est devenue Airbus SAS, Airbus Integrated Company.
Airbus UK a commencé à travailler sur les ailes de l' Airbus A380 en août 2002.
En avril 2006, BAE Systems a annoncé son intention de vendre sa part d'Airbus SAS à EADS. BAE a initialement cherché à convenir d'un prix avec EADS par le biais d'un processus informel. Cependant, en raison de la lenteur des négociations et des désaccords sur les prix, BAE a exercé son option de vente qui a vu la banque d'investissement Rothschild nommée pour donner une évaluation indépendante.
Le 2 juillet 2006, Rothschild a évalué la participation de BAE à 1,9 milliard de livres sterling (2,75 milliards d'euros); bien en deçà des attentes de BAE, des analystes et même d'EADS. Le 5 juillet 2006, BAE a nommé des auditeurs indépendants pour étudier pourquoi la valeur de sa part d'Airbus était tombée des estimations initiales à l'évaluation de Rothschild. Le 6 septembre 2006, BAE a accepté de vendre sa participation dans Airbus à EADS pour 1,87 milliard de livres sterling (2,75 milliards d'euros, 3,53 milliards de dollars), en attendant l'approbation des actionnaires de BAE. Le 4 octobre, les actionnaires ont voté en faveur de la vente.

## Sites
La conception et la production des ailes d'Airbus ont été confiées au Royaume-Uni en grande partie en raison de la conception avancée des ailes du Hawker Siddeley Trident, conçue par De Havilland. Au tout début d'Airbus, les équipes de conception de De Havilland basées à Hatfield travaillaient sur la conception et le montage des ailes d'Airbus à Broughton (un site de fabrication de De Havilland). Après que Hawker Siddeley (la société mère de De Havilland) ait rejoint British Aerospace, le site de Hatfield a été fermé. À partir des années 1990, les travaux de conception d'Airbus ont été effectués sur le site de Filton, qui était à l'origine la Bristol Airplane Company.

### Filton

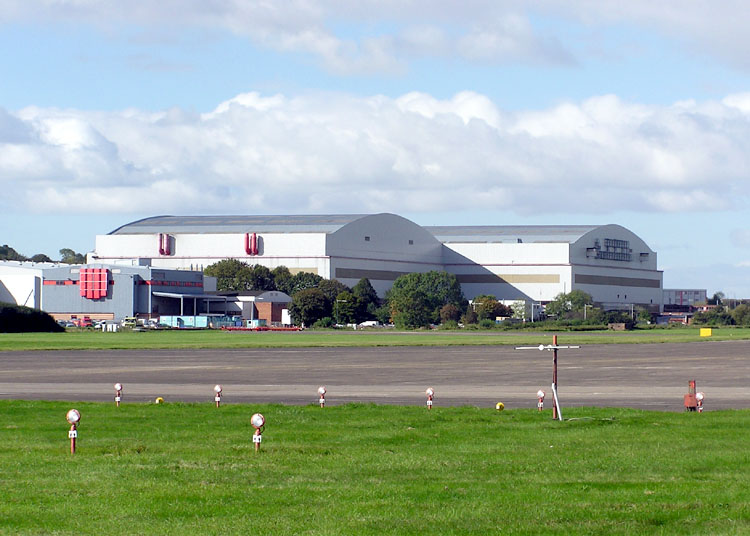
Hangars du site de site de Filton

Le site de Filton est situé sur l'ancien site de la Bristol Airplane Company, qui a ensuite été utilisé comme chaîne d'assemblage final de l' avion Concorde de construction britannique (les Concordes de construction française ont été assemblés à Toulouse, qui est également aujourd'hui un site Airbus).
Airbus Filton emploie plus de 4 500 personnes dans divers rôles. Le site est responsable de la conception de la structure de l'aile, des systèmes de carburant et de l'intégration du train d'atterrissage. Une partie de la fabrication a également lieu à Filton, notamment l'assemblage des ailes de l' A400M . Des travaux, recherches et essais aérodynamiques sont également effectués. En 2008, Airbus a vendu la plupart des activités de fabrication de composants sur le site Filton à GKN, qui continue à utiliser ces installations pour la fabrication de pièces d' Airbus en tant que sous - traitant. En 2011, Airbus a annoncé la construction d'un nouveau complexe de bureaux, appelé "Aerospace Park", sur le site de Filton.

### Broughton
Le site actuel de Broughton a été fondé en 1939 en tant qu'usine pour la production des Vickers Wellington et Avro Lancaster. En 1948, de Havilland a repris l'usine et fut utilisée pour produire divers avions, dont le Mosquito et le Comet.
Aujourd'hui, le site de Broughton emploie plus de 6 500 personnes, principalement dans des fonctions de fabrication. Le site est responsable de l'assemblage des ailes de tous les avions Airbus, à l'exception des A320 chinois (ces ailes sont assemblées en Chine) et de l'A400M (assemblés à Filton). Les ailes d'Airbus sont transportées grâce à l'Airbus Beluga ou par bateau (dans le cas de l' A380) jusqu'aux lignes d'assemblage final à Toulouse.

## Production (voilure)
- Airbus A300 (production arrêtée)
- Airbus A310 (arrêt de la production)
- Airbus A310 MRTT
- Famille Airbus A320
- Airbus A330
- Airbus A330 MRTT
- Airbus A340 (arrêt de la production)
- Airbus A350
- Airbus A380
- Airbus A400M
- Airbus Beluga